# Gassa spagnola
La Gassa d'amante spagnola è un nodo che crea due colli fissi. I colli come nella Gassa d'amante non stringono e quindi rimangono della stessa dimensione, molto utile per tenere separate due cime.

## Usi

### Nautica
- Si può usare per creare due occhielli fissi al punto di scotta al quale andare separatamente le scotte.
- Può essere usato per creare due colli ai quali ormeggiare le barche.
- Si può usare per separare due cime o catene dalla prua o per legare ad uno stesso punto di mura due ancore, una a destra ed una a sinistra.

## Esecuzione
L'esecuzione è abbastanza semplice.